# Dirk Klingenberg

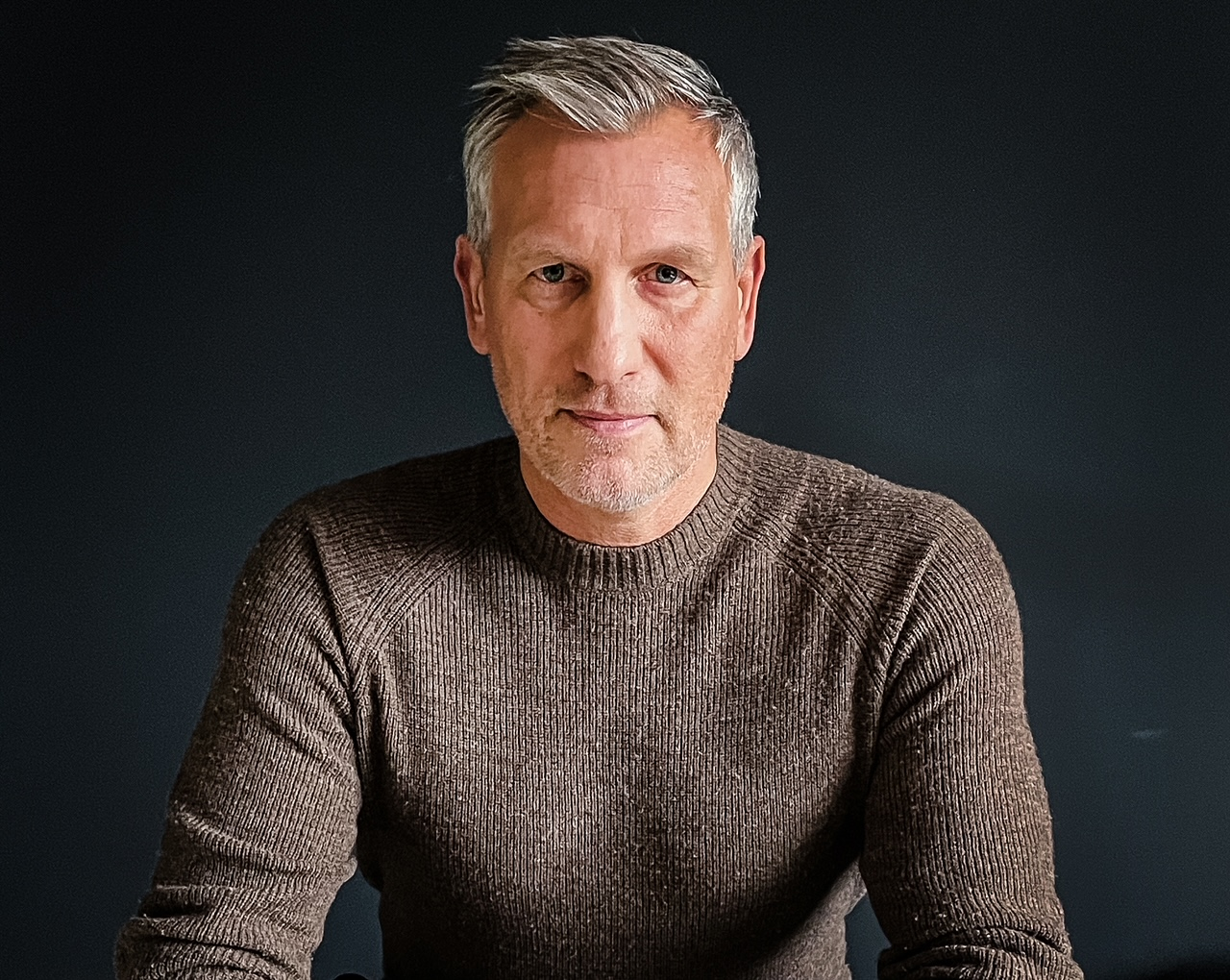
Dirk Klingenberg (2019)

Dirk Klingenberg (* 23. Juli 1969 in Duisburg) ist ein ehemaliger deutscher Wasserballspieler.

## Sportliche Laufbahn

### Verein
Klingenberg gilt national als einer der besten Wasserballer der 1990er-Jahre. Seine Karriere begann er 1980 beim ASC Duisburg. Von dort wechselte er 1981 zum Duisburger SV 98. Im Jahre 1991 ging er nach Berlin, wo er in dervdeutschen Wasserball-Liga für die Wasserfreunde Spandau 04 spielte. In dieser Zeit gewann Klingenberg 17 nationale Titel und wurde Torschützenkönig in den Saisons 1995/96 und 1997/98.
Klingenberg führte den Düsseldorfer SC in der Saison 1999/2000 zum Aufstieg in die 1. Liga. Im Jahre 2002 beendete er seine aktive Laufbahn. Er gab 2019 ein Comeback, als er für die Wasserfreunde Spandau 04 in der Bundesligapartie gegen SG Neukölln Berlin einen Kurzeinsatz bestritt und einen Treffer erzielte. Er ist mit 50 Jahren der älteste eingesetzte Spieler in einem offiziellen Meisterschaftsspiel der 1. Liga in einer Team-Ballsportart.

### Nationalmannschaft
Er bestritt 190 Länderspiele für die deutsche Wasserballnationalmannschaft und nahm an den Olympischen Spielen 1996 in Atlanta teil. Er war 1998 Aktivensprecher der Wasserballnationalmannschaft und wurde 1999 ins World-All-Star-Team berufen.

### Erfolge
mit Spandau 04
- Deutscher Meister: 1992, 1994, 1995, 1996, 1997, 1998, 1999
- Deutscher Pokalmeister: 1992, 1994, 1995, 1996, 1997, 1999
- Deutscher Super Cup Sieger: 1997

mit der Nationalmannschaft
- Jugend-Europameisterschaft: 3. Platz (1985)
- Junioren-Weltmeisterschaft: 3. Platz (1989)
- Militär-Weltmeisterschaft: 1. Platz (1989)
- Europameisterschaft: 7. Platz (1991), 9. Platz (1993), 3. Platz (1995)
- Good-Will-Games: 2. Platz (1994)
- Weltmeisterschaft: 9. Platz (1994)
- Olympische Spiele: 9. Platz (1996)[2]

## Berufliche Laufbahn
Klingenberg arbeitete von 1999 bis 2008 im Sportmarketingbereich bei der Deutschen Telekom AG als Leiter Kommunikationsmarketing und Events. Sein beruflicher Werdegang reicht von den Olympischen Spielen über die Tour de France bis zur Fußball-WM 2006, von Basketball über Rudern bis zum Sponsoring des FC Bayern München.
Er baute im Jahre 2009 seine eigene Agentur auf und arbeitet seither als selbständiger Berater für Unternehmen. Des Weiteren engagierte er sich als Dozent an einer Kölner Medienhochschule. Seit Januar 2018 ist Klingenberg als Advisor für Marketing und Sponsoring selbstständig tätig. Ende März 2021 war er kurzzeitig als Leistungssportdirektor beim Deutschen Schwimm-Verband vorgesehen.

## Privates
Klingenberg lebt in Berlin.